# آنتونی فان لیوونهوک
آنتون فان لیوونهوک (به هلندی: Antonie Philips van Leeuwenhoek) (زاده ۲۴ اکتبر ۱۶۳۲ - درگذشته ۲۶ اوت ۱۷۲۳) پیشه‌ور و دانشمند اهل هلند از شهر دلفت در این کشور بود. به او لقب پدر میکروب‌شناسی داده‌اند و او را نخستین میکروب‌شناس می‌دانند.
او پسر یک سبدساز بود. در شانزده سالگی شاگرد یک بازرگان پوشاک اسکاتلندی در آمستردام شد. او میکروسکوپ را بهبود بخشید و برای نخستین بار با میکروسکوپ خود توانست ساختار یک تک‌یاخته‌ای را ببیند، چیزی که خود نام آن را انیمالکولس (animalcules) نهاد. او نخستین کسی است که بافت‌های ماهیچه‌ای، اسپرماتوزوئید، باکتری، مخمرها و جریان خون درون مویرگ‌ها را دید. او بیش از ۴۰۰ میکروسکوپ ساخت که امروزه تنها نه عدد از آن‌ها به دست ما رسیده است.